# Anthrax subfascia
Anthrax subfascia är en tvåvingeart som först beskrevs av Walker 1849.  Anthrax subfascia ingår i släktet Anthrax och familjen svävflugor.
Artens utbredningsområde är Jamaica. Inga underarter finns listade i Catalogue of Life.